# اسپردتروم
اسپردتروم (انگلیسی: Spreadtrum) یک شرکت نیمه هادی فب‌لس چینی مستقر در شانگهای است و برای تلفن‌های همراه پردازنده تولید می‌کند. نام جدید این شرکت یونیسک (Unisoc) است. بعضی از برندهای ایرانی گوشی موبایل هوشمند (همچون جی پلاس) از محصولات این شرکت استفاده می‌کنند. 